# Molnár Lajos (lelkész)
Molnár Lajos (Szepsi (Abaúj-Torna megye), 1849. szeptember 15. – Budapest, 1892. október 5.) református gimnáziumi tanár és okleveles lelkész.

## Élete
Iparos szülők gyermeke. 1861 szeptemberében Sárospatakra ment tanulni; gimnáziumi tanulmányainak utolsó éveiben nevelősködéssel és magánóra-adással tartotta fenn magát. Szerepelt a Kazinczy-ünnepélyen mint szónok. 1866-ban ugyanott a teológiai akadémiába lépett. 1872-ben részt vett a nagyváradi országos dalünnepen a karral. 1873-ban kápláni vizsgát tett és a hadkötelezettségének tett eleget. 1874 őszétől 1877 nyaráig a miskolczi református gimnázium előkészítő osztályában tanított és itt mint vallástanár és segédlelkész is működött. 1878 és '79-ben letette a tanári vizsgát Kolozsvárt a magyar nyelv- és történelemből. 1883-ban iskolaigazgatónak választatott meg Szepsiben; onnét Sárospatakra ment gimnáziumi tanárnak. Meghalt 1892. október 5-én Budapesten az angyalföldi tébolydában.
Munkatársa volt a Mohács és Vidékének (1883. 2. szám. Himfy szerelmeiről); a Bodogh Albert által szerkesztett Miskolcznak, a Borsodmegyei Lapoknak (itt jelent meg A nevelő cz. elbeszélése 1884-ben), a Miskolcz és Vidékének, a Sárospataki Lapoknak (1888. Az ifjúsági olvasmányokról); költeményeket is írt a nevezett lapokba, az Ország-Világba s a Képes Családi Lapokba (1884.).

## Munkái
- Himfy szerelmeinek eredete és költői értéke és utódaira tett hatása. Miskolcz, 1880.
- Magyar olvasókönyv a középiskolák I. és II. osztálya számára. Kiadja a sárospataki irodalmi kör a főiskola költségein. Sárospatak, 1887. (Maklári Pap Miklóssal együtt. Ism. Prot. Egyh. és Isk. Lap és Sárospataki Lapok 1887. 7. sz.).

## Álnevei és jegyei
Szepsii, r-s., L. (a Miskolcz és Mohács és Vidékében).